# 내 아내는 강력계
《내 아내는 강력계》는 2001년 11월 16일에 MBC에서 방영한 베스트극장이다.

## 등장 인물

### 주요 인물
- 김윤경 : 수진 역
- 정성화 : 기태 역

### 그 외 인물
- 최준용 : 정 형사 역
- 김일우
- 정승호
- 김영배
- 고용화